# Centrotoclytus carinatus
Centrotoclytus carinatus là một loài bọ cánh cứng trong họ Cerambycidae.